# Shepards formillusion
Shepards formillusion är en optisk illusion som har lanserats av den kognitive vetenskapsmannen Roger Shepard. Illusionen visar vår omedvetna perception som kan förändra ett föremåls storlek beroende på det aktuella perspektiv vi föreställer oss det vara i.
Denna formillusion är ett bra exempel på en illusion som kan förvränga formens konstant. Formens konstant säger att vi uppfattar exempelvis en dörr att vara en rektangel oavsett hur bildvinkeln ändras när den öppnas eller stängs. Okända föremål följer dock inte alltid denna formkonstant vid ett förändrat perspektiv.